# مقتل الإمام (فلم)
مقتل الإمام أو قتل الإمام (بالإنجليزية: The Killing Of the Imam) هو فيلم وثائقي قصير من جنوب إفريقيا صدر عام 2010.

## القصّة
سُجن الإمام عبد الله هارون في عام 1969 في سجنٍ بمدينة كيب تاون بجنوب إفريقيا قبل أن يُقتَل هناك. كقائدٍ مجتمعيّ محبوب للغاية، كان هارون نشطًا داخل مجتمعٍ غير مهتمٍّ بنشرِ الوعي بين صفوفِ المواطنين الذين يعيشون في ظل نظام الفصل العنصري. أصبح الإمام هارون في فترة الستينات أكثر نشاطًا وبدأ في السفر إلى الخارج لجمع الأموال للعائلات الفقيرة في الوطن. حاول هذا الفيلم القصير ، الذي يجمع بين الرسوم المتحركة والمقاطع الوثائقيّة ومقاطع الفيديو استعراض السنوات القليلة الماضية من حياة الإمام ووفاته وذلك اعتمادًا على رواية حفيده.

## الجوائز
عُرض الفيلم في مهرجان سافتا السينمائي عام 2011.